# Daniel (nombre)
Daniel es un nombre propio, proveniente del hebreo דָּנִיֵּאל (Daniyyel o Dāniyyêl), formado por la palabra dan, y la palabra semítica El’. La inclusión de El’ en este nombre lo vuelve a su vez una forma teofórica o «nombre divino». En conjunto, Dan-i-El es interpretado desde el hebreo como ‘Dios es mi juez’, ‘Justicia de Dios’ o, según la Enciclopedia Judía, ‘Dios es el defensor de mi derecho’, a partir de una interpretación de Gn 30:6. Además, en ocasiones se utiliza también como apellido.
En ocasiones, el nombre inglés Dennis es considerado versión de Daniel en este idioma, lo que no es correcto, ya que este nombre está incorporado en su forma original en esta lengua, como en la mayoría de las lenguas occidentales. Dennis es el equivalente inglés de Dionisio, proveniente de la forma francesa Denis. En algunas partes de Italia y Tailandia se llama a las personas de nombre Daniel con el sobrenombre de Danma, lo cual ha causado mucha confusión.

## Variantes
- Daniela (femenino en español)
- Nataniel, Otoniel

Dara (femenino en hebreo)
- Dan, Dani, Danielito (hipocorísticos)
- Danilo (variante)

| Idioma                   | Forma                   | Escritura original |
| ------------------------ | ----------------------- | ------------------ |
| Hebreo                   | Daniyyel / Dāniyyêl     | דָּנִיֵּאל              |
| Alemán, inglés y francés | Daniel                  | -                  |
| Árabe                    | Dāniyāl                 | دانيال             |
| Armenio                  | Daniel                  | -                  |
| Bretón                   | Deniel                  | -                  |
| Búlgaro                  | Danail                  | Данаил             |
| Checo y Eslovaco         | Daniel                  | -                  |
| Croata y esloveno        | Danijel                 | -                  |
| Finlandés                | Daniel, Taneli          | -                  |
| Galés                    | Deiniol                 | -                  |
| Georgiano                | Danieli                 | დანიელი            |
| Griego                   | Daniél                  | Δανιήλ             |
| Húngaro                  | Dániel                  | -                  |
| Irlandés                 | Dainéal, Daniél, Dónall | -                  |
| Islandés                 | Daníel                  | -                  |
| Italiano                 | Daniele                 | -                  |
| Japonés                  | Danieru                 | ダニエル           |
| Lituano                  | Danielius               | -                  |
| Neerlandés               | Daniël                  | -                  |
| Persa                    | Dāniyāl / Danial        | دانيال             |
| Persa (De nuevo)         | Dani                    | داني               |
| Portugués                | Daniel                  | -                  |
| Rōmaji                   | Danieru                 | -                  |
| Rumano                   | Daniel                  | -                  |
| Ruso                     | Daniil                  | Даниил             |
| Sardo                    | Danièli                 | -                  |
| Serbio                   | Danilo                  | Данило             |
| Siríaco                  | Daniyel                 | ܕܢܝܐܝܠ             |
| Sueco                    | Daniel                  | -                  |
| Turco                    | Danyal                  | -                  |
| Vasco                    | Danel                   | -                  |
| Corlandés                | Daonigell               | -                  |